# Los Angeles Film Critics Association Awards/Beste Nebendarstellerin

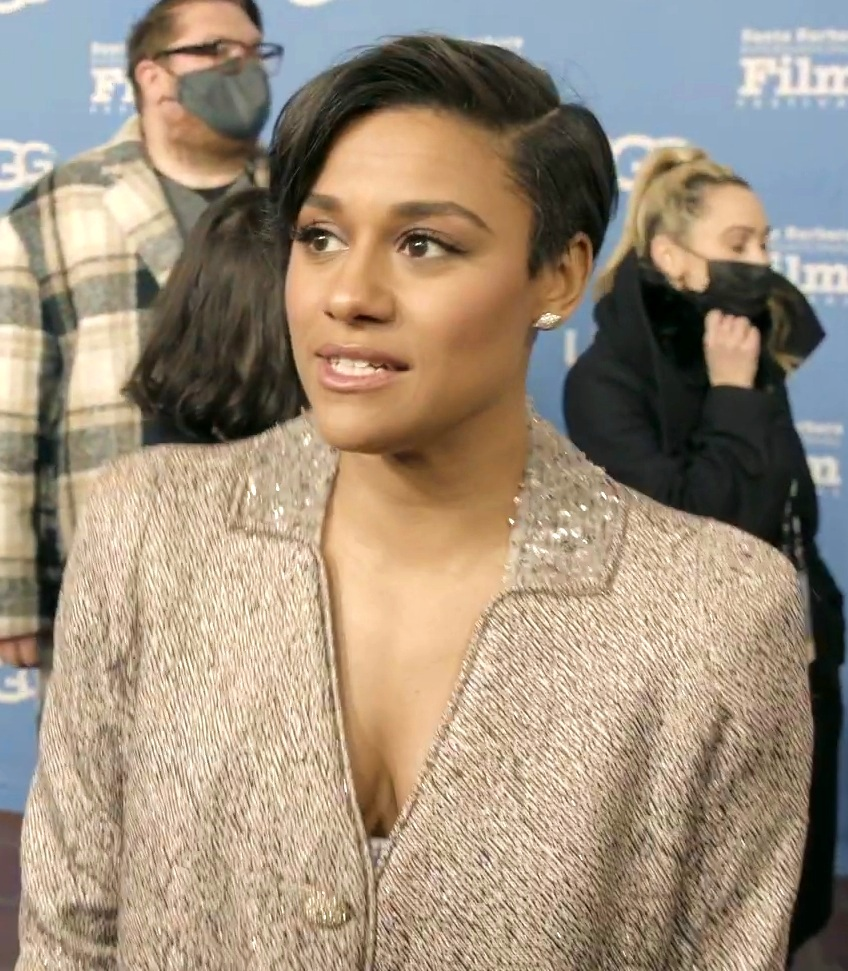
Letzte Preisträgerin 2021: Ariana DeBose (West Side Story)

Der Los Angeles Film Critics Association Award in der Kategorie Beste Nebendarstellerin (Best Supporting Actress) wurde von 1977 bis 2021 verliehen. Seit 2022 ersetzen zwei genderneutrale Preise die ehemals vier Darstellerkategorien, darunter jener für die Beste Nebenrolle.
Am erfolgreichsten in dieser Kategorie waren die US-amerikanischen Schauspielerinnen Joan Allen und Maureen Stapleton, die den Preis je zweimal gewinnen konnten. Bis 2021 gelang es der Filmkritikervereinigung 17 Mal vorab die Oscar-Gewinnerin zu präsentieren, zuletzt 2021 mit der Preisvergabe an die US-Amerikanerin Ariana DeBose (West Side Story).

## Preisträgerinnen
Anmerkungen: In manchen Jahren gab es ein ex-aequo-Ergebnis und somit zwei Gewinnerinnen. Seit 2004 werden auch zweitplatzierte Schauspielerinnen von der LAFCA-Jury bekanntgegeben.
| Jahr | Preisträger        | Film                                                                            | Deutscher Titel |
| ---- | ------------------ | ------------------------------------------------------------------------------- | --- |
| 1977 | Vanessa Redgrave*  | Julia                                                                           | Julia |
| 1978 | Maureen Stapleton  | Interiors                                                                       | Innenleben |
| 1978 | Mona Washbourne    | Stevie                                                                          | Stevie |
| 1979 | Meryl Streep*      | Kramer vs. Kramer Manhattan The Seduction of Joe Tynan                          | Kramer gegen Kramer Manhattan Die Verführung des Joe Tynan                                                                           |
| 1980 | Mary Steenburgen*  | Melvin and Howard                                                               | Melvin und Howard |
| 1981 | Maureen Stapleton* | Reds                                                                            | Reds |
| 1982 | Glenn Close        | The World According to Garp                                                     | Garp und wie er die Welt sah |
| 1983 | Linda Hunt*        | The Year of Living Dangerously                                                  | Ein Jahr in der Hölle |
| 1984 | Peggy Ashcroft*    | A Passage to India                                                              | Reise nach Indien |
| 1985 | Anjelica Huston*   | Prizzi’s Honor                                                                  | Die Ehre der Prizzis |
| 1986 | Cathy Tyson        | Mona Lisa                                                                       | Mona Lisa |
| 1987 | Olympia Dukakis*   | Moonstruck                                                                      | Mondsüchtig |
| 1988 | Geneviève Bujold   | Dead Ringers The Moderns                                                        | Die Unzertrennlichen Wilde Jahre in Paris                                                                                            |
| 1989 | Brenda Fricker*    | My Left Foot                                                                    | Mein linker Fuß |
| 1990 | Lorraine Bracco    | Goodfellas                                                                      | GoodFellas – Drei Jahrzehnte in der Mafia                                                                                            |
| 1991 | Jane Horrocks      | Life Is Sweet                                                                   | Life is Sweet |
| 1992 | Judy Davis         | Husbands and Wives                                                              | Ehemänner und Ehefrauen |
| 1993 | Rosie Perez        | Fearless                                                                        | Fearless – Jenseits der Angst |
| 1993 | Anna Paquin*       | The Piano                                                                       | Das Piano |
| 1994 | Dianne Wiest*      | Bullets Over Broadway                                                           | Bullets Over Broadway |
| 1995 | Joan Allen         | Nixon                                                                           | Nixon |
| 1996 | Barbara Hershey    | The Portrait of a Lady                                                          | Portrait of a Lady |
| 1997 | Julianne Moore     | Boogie Nights                                                                   | Boogie Nights |
| 1998 | Joan Allen         | Pleasantville                                                                   | Pleasantville – Zu schön, um wahr zu sein                                                                                            |
| 1999 | Chloë Sevigny      | Boys Don’t Cry                                                                  | Boys Don’t Cry |
| 2000 | Frances McDormand  | Almost Famous Wonder Boys                                                       | Almost Famous – Fast berühmt Die WonderBoys                                                                                          |
| 2001 | Kate Winslet       | Iris                                                                            | Iris |
| 2002 | Edie Falco         | Sunshine State                                                                  | Land des Sonnenscheins – Sunshine State                                                                                              |
| 2003 | Shohreh Aghdashloo | House of Sand and Fog                                                           | Haus aus Sand und Nebel |
| 2004 | Virginia Madsen    | Sideways                                                                        | Sideways |
| 2005 | Catherine Keener   | Capote                                                                          | Capote |
| 2006 | Luminiţa Gheorghiu | Moartea domnului Lăzărescu                                                      | Der Tod des Herrn Lazarescu |
| 2007 | Amy Ryan           | Gone Baby Gone                                                                  | Gone Baby Gone – Kein Kinderspiel |
| 2008 | Penélope Cruz*     | Vicky Cristina Barcelona Elegy                                                  | Vicky Cristina Barcelona Elegy oder die Kunst zu lieben                                                                              |
| 2009 | Mo’Nique*          | Precious: Based on the Novel Push by Sapphire                                   | Precious – Das Leben ist kostbar |
| 2010 | Jacki Weaver       | Animal Kingdom                                                                  | Königreich des Verbrechens |
| 2011 | Jessica Chastain   | Coriolanus The Debt The Help Take Shelter Texas Killing Fields The Tree of Life | Coriolanus Eine offene Rechnung The Help Take Shelter – Ein Sturm zieht auf Texas Killing Fields – Schreiendes Land The Tree of Life |
| 2012 | Amy Adams          | The Master                                                                      | The Master |
| 2013 | Lupita Nyong’o*    | 12 Years a Slave                                                                | 12 Years a Slave |
| 2014 | Agata Kulesza      | Ida                                                                             | Ida |
| 2015 | Alicia Vikander    | Ex Machina                                                                      | Ex Machina |
| 2016 | Lily Gladstone     | Certain Women                                                                   | Certain Women |
| 2017 | Laurie Metcalf     | Lady Bird                                                                       | Lady Bird |
| 2018 | Regina King*       | If Beale Street Could Talk                                                      | Beale Street |
| 2019 | Jennifer Lopez     | Hustlers                                                                        | Hustlers |
| 2020 | Yoon Yeo-jeong*    | Minari                                                                          | Minari – Wo wir Wurzeln schlagen |
| 2021 | Ariana DeBose      | West Side Story                                                                 | West Side Story |

* = Schauspielerinnen, die für ihre Rolle später den Oscar als Beste Nebendarstellerin des Jahres gewannen

## Zweitplatzierte Nebendarstellerinnen
1. ↑  2004 belegte die spätere Oscar-Preisträgerin Cate Blanchett für Aviator einen zweiten Platz
2. ↑  2005 belegte Amy Adams für Junikäfer einen zweiten Platz
3. ↑  2006 belegte die spätere Oscar-Preisträgerin Jennifer Hudson für Dreamgirls einen zweiten Platz
4. ↑  2007 belegte Cate Blanchett für I’m Not There einen zweiten Platz
5. ↑  2008 belegte Viola Davis für Glaubensfrage einen zweiten Platz
6. ↑  2009 belegte Anna Kendrick für Up in the Air einen zweiten Platz
7. ↑  2010 belegte Olivia Williams für Der Ghostwriter einen zweiten Platz
8. ↑  2011 belegte Janet McTeer für Albert Nobbs einen zweiten Platz
9. ↑  2012 belegte die spätere Oscar-Preisträgerin Anne Hathaway für The Dark Knight Rises und Les Misérables einen zweiten Platz
10. ↑  2013 belegte June Squibb für Nebraska einen zweiten Platz
11. ↑  2014 belegte Rene Russo für Nightcrawler – Jede Nacht hat ihren Preis einen zweiten Platz
12. ↑  2015 belegte Kristen Stewart für Die Wolken von Sils Maria einen zweiten Platz
13. ↑  2016 belegte Michelle Williams für Manchester by the Sea einen zweiten Platz
14. ↑  2017 belegte Mary J. Blige für Mudbound einen zweiten Platz
15. ↑  2018 belegte Elizabeth Debicki für Widows – Tödliche Witwen einen zweiten Platz
16. ↑  2019 belegte Zhao Shuzhen für The Farewell den zweiten Platz
17. ↑  2020 belegte Amanda Seyfried für Mank den zweiten Platz
18. ↑  2021 belegte Aunjanue Ellis für King Richard den zweiten Platz